# 박명서 (1938년)
박명서(朴明緖, 1938년 7월 24일~2024년 5월 16일)는 대한민국의 정치인이다.

## 학력
- 김제농생명마이스터고등학교
- 동국대학교 정치외교학과(졸업)
- 동국대학교 대학원(석사)
- 조선대학교 대학원(박사)

## 경력
- 조선대학교 대학원 정치학 박사
- 경기대학교 정치전문대학원장

## 역대 선거 결과
|  | 0.91% |

|  | 9.38% |

|  | 29.2% |